# Minuartia antalyensis
Minuartia antalyensis är en nejlikväxtart som beskrevs av Gerald Parolly och Eren. Minuartia antalyensis ingår i släktet nörlar, och familjen nejlikväxter. Inga underarter finns listade i Catalogue of Life.